# Jacob Luther
Jacob Luther auch Jakob Luder (* 1490 in Mansfeld; † 18. Januar 1571 ebenda) war ein jüngerer Bruder des Reformators Martin Luther, Hüttenmeister und mehrfach Schultheiß. Ferner war er vom Jahre 1533 bis 1560 Ratsherr.

## Leben und Wirken
Jacob Luther wurde als ein weiterer Sohn des Hüttenmeisters Hans Luder (1459–1530) und seiner Frau Margarethe Lindemann (1459–1531) geboren. Die Eltern hatten um 1479 geheiratet und waren nach Eisleben gezogen, wo der Vater eine Hütte pachtete. Seine Familie führte ihren Nachnamen in verschiedenen Varianten. Martin Luther wählte seine Nachnamensform um 1512 oder 1517. Er leitete sie vom Herzog Leuthari II. oder vom griechischen Adjektiv eleutheros („frei“) ab und benutzte vorübergehend die Form Eleutherios („der Freie“).

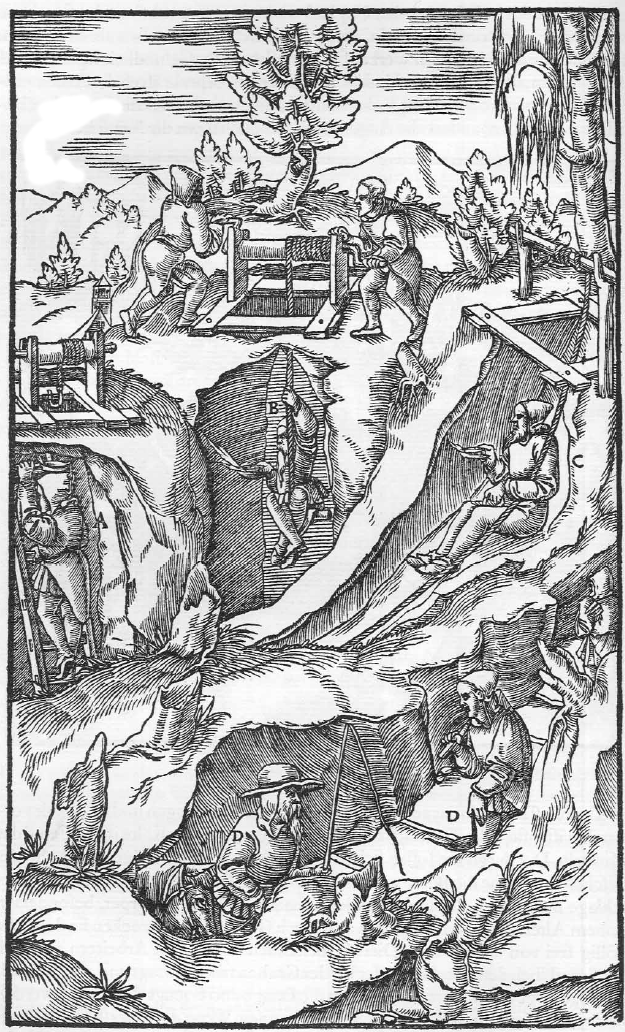
Darstellung des Bergbaus von Georgius Agricola aus De re metallica (1556)

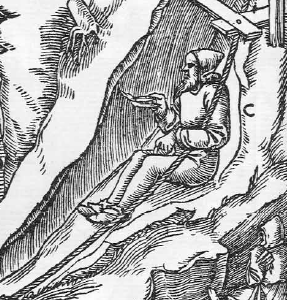
Bergmann der auf dem Leder einfährt, aus dem Kapitel „Die verschiedenen Arten der Fahrung“ De re metallica (1556)

Wie viele Kinder das Ehepaar Hans und Margarethe Luder hatte, ist nicht sicher bekannt, insgesamt waren es wohl neun Kinder, von denen die Söhne Martin und Jacob sowie drei Töchter das Erwachsenenalter erreichten. Die Schwestern hatten Mansfelder Hüttenmeister zu ihren Gatten genommen, so war Dorothea (* 1487) mit Paul Balthasar Mackenrodt († 1517), Margarethe mit Heinz Kaufmann und die dritte Schwester Maria Luder mit dem Hüttenmeister Klaus Polner verheiratet.
Insgesamt ist die Biografie Jacob Luthers lückenhaft. Er war zweimal verheiratet, aus der ersten Ehe gingen fünf Kinder hervor, Veit, Martin, Andreas, Johannes und Fabian. Er ehelichte seine erste Frau Barbara, geborene Meme (1496–1538) im Jahre 1515 in Hettstedt.
Genau wie Jacob Luther so war auch Wilhelm Reiffenstein mit einer Tochter des Hüttenmeisters Hans Meme aus Hettstedt verheiratet. Jener Reiffenstein führte in seinen Briefen an Martin Luther, dessen Bruder Jacob als seinen Schwager an.
Seine zweite Ehefrau war (wahrscheinlich) Margarete, geborene Lutteroth oder Lutterod, sie heirateten 1538 nach dem Tod ihres ersten Ehemannes Hans Reinecke. Ein Jugendfreund von Jacob Luther war der 1538 verstorbene Hans Reinicke. 
Wie sein Vater erlernte Jacob Luder den Beruf des Bergmannes und trat 1522 dessen Nachfolge als Hüttenmeister an. Als der Vater starb, erbte Jakob 1530 gemäß der Erbfolge das väterliche Haus in Mansfeld und zahlte seine Geschwister aus, wie es im Erbvertrag 1534 festgelegt wurde.
Am 9. Januar 1533 wurde er zum Schultheissen im Thal Mansfeld gewählt.
Die Grafen von Mansfeld erneuerten die 1535 abgelaufenen Pachtverträge über die Herrenfeuer nicht mehr, sie nahmen die Feuer in eigene Regie. Das Bergbau-Regal (lateinisch jura regalia ‚königliche Rechte‘) erlaubte es den Adeligen, die an Privatbetreiber vergebenen Konzessionen wieder an sich zu ziehen und in der Folge für sich zu nutzen.
An die Stelle der Hüttenmeister traten mindestens seit 1536, oder schon früher, vom Grafen eingesetzte Faktoren (beamtete Betriebsleiter). Als die Mansfelder Grafen ab den 1530er Jahren die privaten Hüttenmeister von ihren Feuern vertrieben, ging Jacob Luder mit seinem Sohn Fabian im Jahre 1555 zum Rammelsberg nach Goslar, wo sie dann Gruben und eine Schmelzhütte betrieben.
Jacob Luther war durch vielfältige familiäre (Heirat, Verwandtschaft) und berufliche Beziehungen eingebettet in ein ausgedehntes (Montan-)Netzwerk, so etwa zu Jacob Welser (1468–1541) in Nürnberg und Heinrich Scherl (1475–1548) in Leipzig, den Grafen zu Stolberg und Wernigerode. 
Über das Verhältnis der beiden Brüder Jacob und Martin berichtete u. a. Johann Schneidewein, der Ziehsohn und Schüler Martin Luthers, der über zehn Jahre in dessen Umfeld und Haus lebte. So sollen sich die beiden Brüder gegenseitig sehr unterstützt und wohlgesonnen gewesen sein.
Als Martin Luther seinen Rückweg von Worms aus, am Freitag, den 26. April 1521 nach Wittenberg antrat, wurde er u. a. von seinem Bruder Jacob begleitet. Über Frankfurt am Main, Friedberg, Grünberg und Hersfeld wurde Eisenach am 2. Mai erreicht. Luther ließ Hieronymus Schurff, Jonas und Petrus Suawe allein weiterreisen, da er seine Verwandten in Möhra besuchen wolle. 
Luther hatte jetzt nur noch Petzensteiner und den in die Planungen eingeweihten von Amsdorff bei sich. In einem Hohlweg, eine halbe Stunde hinter der Burg Altenstein, auf der einst die Raubritter des Sternerbundes hausten und mit der Hans Heinrich Hund von Wenkheim 1492 nach seiner Reise mit den Kurfürsten von Sachsen in das Heilige Land von Kurfürst Friedrich dem Weisen belehnt worden war, fand am 4. Mai der geplante, fingierte Überfall mehrerer mit Armbrust bewaffneter Reiter auf Luthers Reisewagen statt. Unter den Angreifern befanden sich neben Hans Heinrich, eben auch sein Bruder Jacob und Burkhard Georg Hund von Wenkheim. Petzensteiner flüchtete, Amsdorff protestierte laut, und Luther wurde von den Bewaffneten auf Umwegen zur Wartburg gebracht, wo er spät abends eintraf.